# ジョシュ・ターナー (ラグビー選手)
ジョシュ・ターナー（Josh Turner、1996年9月23日 - ）は、オーストラリアのラグビー選手。

## プロフィール
- ニュージーランド出身[1]。
- ポジションはセンター(CTB)。
- 身長 178cm、体重 82kg

## 略歴
2021年、東京五輪の7人制オーストラリア代表に選ばれた。
2024年、パリ五輪の7人制オーストラリア代表に選ばれた。